# David A. Gregory
David Andrew Gregory (* 19. August 1985 in Fairbanks, Alaska) ist ein US-amerikanischer Schauspieler.

## Leben und Karriere
Gregory wurde am 19. August 1985 als David Andrew Gregory in Fairbanks geboren und wuchs dort auch auf. Während der High School besuchte er die Interlochen Center for the Arts. Im Jahr 2008 schloss er sein Studium als Bachelor in Music Theatre an der Baldwin Wallace University in Berea, Ohio ab.
Seine Karriere begann er 2008 mit einer Gastrolle in Law & Order. Bekannt wurde er durch die ABC-Soap Liebe, Lüge, Leidenschaft. Darin spielte er vom 10. August 2009 bis zum Ende der Soap am 10. Januar 2012 die Rolle des Robert Ford. Danach folgte ein Gastauftritt in der fünften Staffel von Gossip Girl. Im Frühjahr 2013 war er in der kurzlebigen NBC-Fernsehserie Deception in einer Nebenrolle als Kyle Farrell zu sehen.
2011 und 2012 wurde er für einen Daytime Emmy Award vor-nominiert. Nach dem Ende von Liebe, Lüge, Leidenschaft schrieb und inszenierte ein Theaterstück namens She Walks In Beauty, welches auf dem Fall Play Festival in Manhattan aufgeführt wurde.

## Filmografie (Auswahl)
- 2008: Law & Order (Fernsehserie, Episode 19x06)
- 2009–2010: Liebe, Lüge, Leidenschaft (One Life to Live, Soap)
- 2012: Gossip Girl (Fernsehserie, Episode 5x19)
- 2012: Excuse Me for Living
- 2012: Elementary[1]
- 2013: Deception (Fernsehserie, 8 Episoden)